# 华湖瓜草
华湖瓜草（学名：Cyperus albescens）为莎草科莎草属下的一个种。

## 扩展阅读
- 維基物種上的相關：华湖瓜草